# Lucie Grange
Lucie Grange (nascida Poujoulat; Saint-Étienne, 1839 — Paris, 31 de dezembro de 1908) foi uma médium francesa e profeta feminista, cujo  nome mitológico Habimélah. Ela foi a fundadora e editora de uma revista espiritualista mensal, La Lumière.

## Biografia
Lucie Poujoulat nasceu em 1839, em Saint-Étienne, na França. Durante o Segundo Império Francês, ela era republicana e seu marido, Adolphe Grange, era maçom. Ambos aderiram ao movimento espírita em 1876 e, em 1882, fundaram a revista mensal La Lumière, uma espécie de publicação espírita republicana. Anunciado como um veículo dedicado a cobrir o espiritismo em todos os seus aspectos, gabava-se de que escritores altamente competentes contribuíam para suas páginas. Os leitores não podiam se tornar assinantes, mas podiam se juntar a um "cavaleiro" que oferecia assinaturas gratuitas da publicação para aqueles que não pudessem pagar. Ela fazia parte do corpo diretivo da "Societe de Librairie Spirte". Grange também escreveu artigos para La Lumière, como "Dathan de Saint-Cyr, Publiciste, Poète, Explorateur". (fevereiro de 1904).
Após ficar viúva em abril de 1886, Grange tornou-se médium e criou seu próprio movimento, uma espécie de religião de comunhão de amor baseada na energia fluídica. Ela então se declarou profeta e afirmou que Maria, Moisés e João a chamaram de "Lumière" (Luz) e a encarregou de guiar os homens usando o nome místico "Habimelah", ou abreviado para "Hab".
Grange viu o poeta Virgílio muito distintamente e publicou este relato na edição de 25 de setembro de 1884 de sua revista: "Virgílio, coroado de louros. Um rosto forte, bastante longo, nariz notavelmente com um caroço de um lado, olhos cinza escuro, cabelo castanho escuro. Ele está vestido com uma longa túnica. Virgílio tem a aparência de um homem forte e saudável. Como ele apareceu para mim, ele repetiu a linha latina: 'Tu Marcellus eris'." Ela acreditava na vinda de uma "nova Eva" responsável por restaurar seu androgenismo primitivo a Deus e fez campanha pelos direitos das mulheres. Ela morreu em 31 de dezembro de 1908, em Paris.